# После смерти (фильм, 1994)
«После смерти» (англ. Aftermath, иное название Последствие) — короткометражный фильм ужасов режиссёра Начо Серда, наиболее успешный и известный проект режиссёра, снятый им на собственной киностудии Waken Productions. Фильм натуралистично показывает процесс вскрытия трупа и акта некрофилии. Действующие лица в течение всего фильма не произносят ни одного слова.

## Сюжет
Патологоанатом отдаёт скорбящим родителям умершей девушки крестик. Далее действие переносится в морг, где патологоанатом вместе со своим помощником вскрывает труп. После вскрытия трупа уходит помощник, а патологоанатом остаётся наедине с другим трупом — девушкой. После нескольких насильственных актов в отношении девушки патологоанатом начинает заниматься с ней сексом. При этом он фотографирует свои действия.

## История создания
Идея фильма зародилась у Начо Серда в Лос-Анджелесе, за два месяца до того, как он начал писать сценарий. Ввиду того, что режиссёр не видел фильмов, полностью акцентированных именно на тему вскрытия и смерти человека, он решил взять за основу данную тему, ибо медицинская среда и врачи всегда интересовали Серда:

Я думал о постоянном продвижении вперед, о создании нечто необычного, что позволило бы мне получить финансирование для осуществления своих дальнейших проектов. Однако это оказалось крайне сложной задачей, потому, что сам предмет был очень спорным, - Начо Серда.
Перед съёмками фильма Серда консультировался с реальным судебно-медицинским экспертом и даже, по приглашению последнего, присутствовал подряд на трёх вскрытиях. Съёмки же самого фильма производились в реальном морге, расположенном в Барселоне.

## Актёрский состав
В качестве трупов использовались два муляжа, а также реальный человек (по сценарию он сыграл труп, заражённый СПИДом). В ходе съёмок актёр постоянно испытывал неудобства ввиду того, что ему длительное время приходилось лежать полностью обнажённым на холодном секционном столе. За свою работу актёр получил 100 долларов. Роль патологоанатома исполнил актёр Пеп Тосар.

## Художественные особенности

### Главная тема фильма
Многие критики сочли фильм порнографическим. В то же время режиссёр вовсе не считает его пошлым, порнографическим и жестоким, а подобное графическое повествование было введено намеренно. По словам режиссёра он хотел сделать такой фильм, после которого человек задумается над действительно серьёзными вещами:

Да, это тема о смерти, и я полагаю так или иначе, люди задумываются в своей жизни о смерти. Они понимают, что когда-нибудь они умрут, и часть людей спокойно принимает это, а другая часть не может принять это, что приводит их к нервному срыву. Я сам пережил несколько нервных срывов, и поэтому хотел снять фильм, чтобы поделиться своими соображениями на этот счет. Но это — не фильм, потворствующий насилию, не кровавый фильм ужасов, я хотел, чтобы люди думали об этом. И это также не женоненавистничество, даже притом, что в фильме имеет место насилие. Я думаю, этот фильм направлен против жестокости, это фильм против манипуляции человеческого тела. Но чтобы разъяснить эту свою точку зрения, я должен был показать настоящее насилие, — Начо Серда.

### Религиозный аспект
Фильм имеет некоторый религиозный подтекст, так как в ходе его действия можно встретить распятие и крест. Как отмечает сам режиссёр, фильм довольно ясно показывает, что происходит нечто религиозное, с сильным ритуалистическим аспектом.